# Веція
Веція (італ. Vezia) — громада  в Швейцарії в кантоні Тічино, округ Лугано.

## Географія
Громада розташована на відстані близько 155 км на південний схід від Берна, 20 км на південь від Беллінцони.
Веція має площу 1,4 км², з яких на 60,1% дозволяється будівництво (житлове та будівництво доріг), 16,7% використовуються в сільськогосподарських цілях, 23,2% зайнято лісами, 0% не є продуктивними (річки, льодовики або гори).

## Демографія
2019 року в громаді мешкало 1877 осіб (-1,6% порівняно з 2010 роком), іноземців було 24%. Густота населення становила 1350 осіб/км².
За віковим діапазоном населення розподілялося таким чином: 19,6% — особи молодші 20 років, 59,2% — особи у віці 20—64 років, 21,3% — особи у віці 65 років та старші. Було 837 помешкань (у середньому 2,2 особи в помешканні).
Із загальної кількості 1076 працюючих 10 було зайнятих в первинному секторі, 175 — в обробній промисловості, 891 — в галузі послуг.